# Carbonemys cofrinii
Carbonemys cofrinii (вугільна черепаха) — єдиний вид черепах вимерлого роду Carbonemys родини Щитоногі черепахи. Знайдена палеонтологами з Університету Північної Кароліни (США) на території Колумбії (Південна Америка). Свою назву отримала з огляду на те, що її рештки були знайдені у вугільній шахті поблизу містечка Керрехон. Мешкала 60 млн років тому.

## Опис
Це одна з найвідоміших прісноводних черепах. За своїми розмірами вона нагадує невеликий автомобіль, а з її панцира вийшов би дитячий басейн. Довжина панцира становила 172 см, діаметр її голови дорівнював 24 см. Морда була довгою і широкою з великою верхньою щелепою. Була наділена дуже потужними щелепами. У неї не вистачало носової кістки. Панцир був гладеньким, карапакс дещо довший за пластрон.

## Спосіб життя
Полюбляла тропічний, теплий клімат. Мешкала переважно в озерах. Щоб прогодувати цю черепаху, була потрібна велика площа і багато трофічних ресурсів. Швидше за все, в стародавньому озері могла жити тільки одна така черепаха, а всі інші не виживали. Живилась молюсками, іншими черепахами і навіть невеликими крокодилами.